# Довжка
Довжка — село у Войнилівській громаді Калуського району Івано-Франківської області України.

## Географія
Селом протікає річка Буркач. Історична назва річки — Довжка (пол. Dołżka)

## Історія
Поблизу Довжки знайдено знаряддя праці доби бронзи.
У середньовічних документах називалася «Мала Довга» (лат. — Dolha Minor).
У 1880 році в селі проживало 217 жителів, греко-католиків (разом з селом Середня відносилося до парафії Дубовиця журавенського деканату).
У 1939 році в селі проживало 620 мешканців (560 українців-грекокатоликів, 45 українців-римокатоликів і 15 євреїв).
Після приєднання Західної України до СРСР село ввійшло 17 січня 1940 р. до новоутвореного Войнилівського району. 12 червня 1951 р. під приводом попереднього злиття колгоспів у колгосп «Перемога» Войнилівський райвиконком рішенням № 320 ліквідував Дубрівську сільраду з приєднанням до Довжівської сільради. 19 травня 1959 р. Войнилівський райвиконком ліквідував Дубовицьку і Довжівську сільради з приєднанням до Середнянської сільради.

## Населення

### Мова
Розподіл населення за рідною мовою за даними перепису 2001 року:
| Мова       | Кількість | Відсоток |
| ---------- | --------- | -------- |
| українська | 234       | 98.73%   |
| російська  | 3         | 1.27%    |
| Усього     | 237       | 100%     |

## Соціальна сфера
- Храм влмч. Димитрія Солунського — збудований 1896 року, пам'ятка архітектури місцевого значення № 766[5]. Австрійська армія конфіскувала в серпні 1916 р. у довжківській церкві 4 давні дзвони діаметром 75, 38, 33, 28, вага одного з дзвонів 10 кг. Після війни польська влада отримала від Австрії компенсацію за дзвони, але громаді села грошей не перерахувала.[6] Зараз у користуванні Калуського благочиння Івано-Франківської єпархії Української православної церкви Київського Патріархату[7].
- ФАП.
- Народний дім.
- Школа І-ІІ ст.[8] на 56 учнівських місць  (діяльність призупинена, не працює з 01.01.2018).[9]
- 132 двори, 238 мешканців.

Село газифіковане.

## Вулиці
У селі є вулиці:
- Гоголя
- Марка Черемшини
- Терешкової
- Чапаєва

## Люди
Народився:
- Гаврилюк Ігор Іванович — письменник-гуморист, член НСПУ.